# Wspólnota administracyjna Vaihingen an der Enz
Wspólnota administracyjna Vaihingen an der Enz – wspólnota administracyjna (niem. Vereinbarte Verwaltungsgemeinschaft) w Niemczech, w kraju związkowym Badenia-Wirtembergia, w rejencji Stuttgart, w regionie Stuttgart, w powiecie Ludwigsburg. Siedziba wspólnoty znajduje się w mieście Vaihingen an der Enz, przewodniczącym jej jest Gerd Maisch.
Wspólnota administracyjna zrzesza dwa miasta i dwie gminy wiejskie:
- Eberdingen, 6 407 mieszkańców, 26,21 km²
- Oberriexingen, miasto, 3 167 mieszkańców, 8,17 km²
- Sersheim, 5 262 mieszkańców, 11,48 km²
- Vaihingen an der Enz, miasto, 28 833 mieszkańców, 73,41 km²